# 马尼-沙特拉尔
马尼-沙特拉尔（法語：Magny-Châtelard，法語發音：[maɲi ʃatlaʁ]）是法国杜省的一个市镇，属于蓬塔利耶区。该市镇于1790-1794年间由勒马尼（Le Magny）和沙特拉尔（Chatelard）合并而成。

## 地理
马尼-沙特拉尔（47°13'38"N, 6°19'17"E）面积4.2 平方千米，位于法国勃艮第-弗朗什-孔泰大區杜省，该省份为法国东部内陆省份，北起上索恩省，西接汝拉省，东部及东南部与瑞士接壤，东北部与贝尔福地区省接壤。
与马尼-沙特拉尔接壤的市镇（或旧市镇、城区）包括：阿伊塞、科特布吕讷、绍莱帕萨旺。

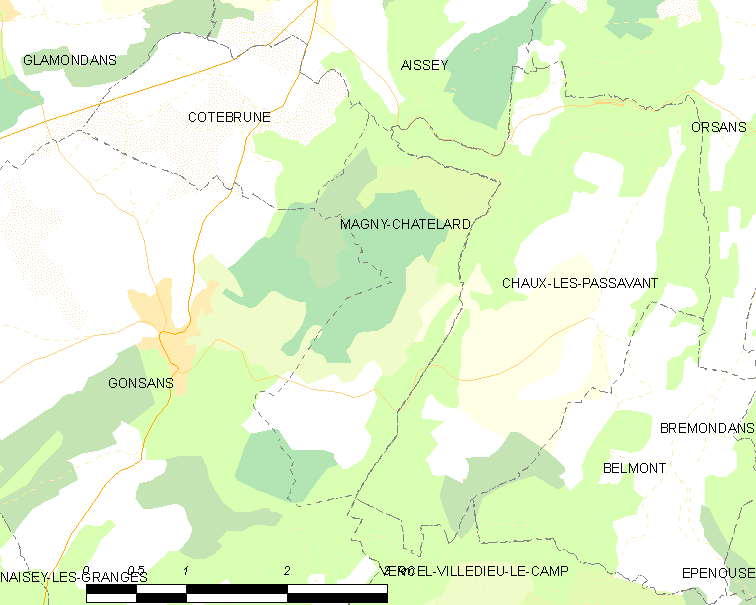
马尼-沙特拉尔的OSM定位图

马尼-沙特拉尔的时区为UTC+01:00、UTC+02:00（夏令时）。

## 行政
马尼-沙特拉尔的邮政编码为25360，INSEE市镇编码为25355。

## 政治
马尼-沙特拉尔所属的省级选区为瓦尔达翁县。

## 人口

1962-2008年间马尼-沙特拉尔人口变化图示

马尼-沙特拉尔于2022年1月1日时的人口数量为64人。